# Jencarlos Canela
Jencarlos Canela (Miami, 21 aprile 1988) è un attore e cantante statunitense.

## Biografia
Nacque a Miami, da genitori cubani, Lisette e Heriberto Canela. Ha tre fratelli: Erick, Annette e Jason Canela. Si laureò presso la New World School of the Arts, a Miami.

### Vita privata
Ha un figlio nato nel 2012 dalla relazione avuta con Gaby Espino (2010-2014).

### Carriera musicale
All'età di 12 anni, Jencarlos iniziò la sua carriera musicale come cantante del gruppo "Boom Boom Pop". Dopo due anni decise di iniziare la sua carriera solista, alla fine del 2002. Nel corso dei successivi cinque anni, è apparso in diversi eventi internazionali, tra cui "Miss Mondo e 2005", "The Latin Fiesta Festival" a Toronto e "La Calle Ocho Festival" a Miami. Dopo la laurea, La Ford Motor Company lo scelse come testimonial per la sua campagna pubblicitaria.
Il suo primo album venne prodotto da Rudy Pérez, nel suo studio a Miami Beach. Questo album fu realizzato in varie lingue: inglese, italiano, tedesco e portoghese.
Nel 2012, in collaborazione con Emilio Estefan, ha registrato la canzone "Sueña" per la copertura di Telemundo delle Olimpiadi di Londra. In seguito firmò un contratto con la Universal Music Latin Entertainment.
Nel 2013 canta "Dime", colonna sonora della telenovela Pasion Prohibida di cui è anche protagonista.

### Recitazione
Debuttò come attore nel ruolo di Alfredo Torres nella telenovela Pecados Ajenos, in cui ha collaborato con la cantante domenicana Marie Cristal, per realizzare la colonna. Poi comparve nella telenovela Doña Barbara. Nel 2008, recitò nel musical Miami Libre all'Arsht Center. Allo stesso tempo debuttò come attore teatrale nel musical "Miami Free", una storia che narra i sogni di un giovane cubano che arriva a Miami con le intenzioni di diventare cantante, ma perché ciò avvenga dovrà superare una serie di ostacoli che lo rendono un vero esempio di perseveranza. In "Miami Libre", dimostrò il suo talento per il ballo. Lo spettacolo venne recitato sia in inglese che in spagnolo.
Questo giovane sta catturando l'attenzione dei mass media internazionali che lo hanno immortalato in varie copertine di riviste. Nel 2008 Jencarlos venne eletto come l'uomo più sexy secondo People Español, in competizione con figure come Ricky Martin, Eduardo Yañez, Pablo Montero e molti altri.
Il 16 gennaio del 2009, firmò un contratto di esclusiva con Telemundo.
Nel 2009, Jencarlos divenne una stella grazie alla telenovela Más Sabe El Diablo, ottenendo un incredibile successo in tutto il mondo. Nel 2011 recita il ruolo di protagonista nella telenovela Mi corazón insiste... en Lola Volcán, mentre nel 2013 è il protagonista della telenovela di successo Pasión prohibida accanto all'amica e collega Mónica Spear. Inoltre Jencarlos Canela canta tutte le sigle delle telenovele di cui è protagonista. Nel 2015 è il protagonista della serie tv Telenovela.

## Filmografia

### Film
- Hunted by Night - Brandon (2010)
- Más Sabe El Diablo: el primer golpe - Ángel Salvador (2010)

### Televisione
- The Tonight Show with Conan O'Brien - se stesso (2010)
- The New America - se stesso (2010)
- Nuestra Belleza Latina - giudice (2014)
- Va por ti - giudice (2014)
- Hot & Bothered - Xavier Castillo (2015-2016)
- Grand Hotel - serie TV (2019)

### Telenovelas
- Pecados Ajenos - Alfredo Torres (2007-2008)
- Doña Barbara - Asdrubal (2008)
- Más Sabe El Diablo - Ángel Salvador (2009)
- Perro amor - se stesso (2010)
- Mi corazón insiste... en Lola Volcán - Andrés Santacruz (2011)
- Pasión prohibida - Bruno Hurtado (2013)

## Discografia
Album studio
- 2009 - Búscame
- 2011 - Un nuevo día
- 2014 - Jen

## Premi
| Anno | Premio                               | Categoria                                   | Nominato ruolo                       | Risultato |
| ---- | ------------------------------------ | ------------------------------------------- | ------------------------------------ | --------- |
| 2010 | Premio Billboard della Musica Latina | Artista rivelazione dell'anno               | se stesso                            | nominato  |
| 2011 | Premio Lo Nuestro                    | Artista Breakout dell'anno                  | se stesso                            | vinto     |
| 2012 | Premio Tu Mundo                      | Il favorito della notte                     | se stesso                            | vinto     |
| 2012 | Premio Tu Mundo                      | Miglior colonna sonora di Telenovela        | Mi Corazón Insiste                   | vinto     |
| 2012 | Premio Tu Mundo                      | Protagonista favorito                       | Mi corazón insiste... en Lola Volcán | vinto     |
| 2012 | Premio Tu Mundo                      | La coppia perfetta (con Carmen Villalobos)  | Mi corazón insiste... en Lola Volcán | nominato  |
| 2012 | Premio Tu Mundo                      | Miglior bacio (con Carmen Villalobos)       | Mi corazón insiste... en Lola Volcán | nominato  |
| 2013 | Premios Juventud                     | Canzone dell'estate                         | I Love It                            | vinto     |
| 2013 | Premios Tu Mundo                     | Protagonista favorito                       | Pasión prohibida                     | vinto     |
| 2014 | Premio Lo Nuestro                    | Video dell'anno                             | I Love It                            | In attesa |
| 2014 | Miami Life Awards                    | Miglior protagonista maschile di telenovela | Pasión prohibida                     | In attesa |